# 리더취안

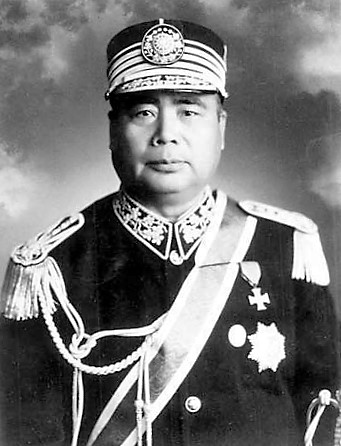
부군 펑위샹 전직 국방부 부장

리더취안(李德全(이덕전), 1896년 8월 9일~1972년 4월 23일)은 중화인민공화국의 여성 정치인 겸 사회운동가였었다.
청나라 즈리 성 베이징(北京)의 독실한 개신교 목회자 집안에서 1남 3녀 중 막내딸로 출생한 그녀는, 1919년 5·4 운동이라는 중화민족 거국적 민중 운동 등에 참여 및 가담하기도 하였으며, 이듬해 1920년 중화민국 푸젠 셰훠 여자기독교대학교 지리교육학과에서 학사 학위를 취득하였었고, 이어 같은 해 1920년에서부터 1924년까지 4년간 국민정부 시대 중화민국 허베이 성 베이핑 소재 베이징 여자중학교 교사 등을 지냄과 아울러, 시인으로도 활약을 하였다.
1924년에는 이미 슬하에 2남 3녀가 있던데다가, 지난 1923년에 1번째 부인(夫人)인 류더전(劉德貞)까지 상배(喪配)하였던, 중화민국 국방부 부장 출신의 펑위샹(馮玉祥) 장군과 결혼하였으며, 이후 펑위샹(馮玉祥)과의 사이에서는 소생 1남 3녀를 얻었으며, 1937년 중일 전쟁 때는 탁아소 구제 사회 사업 및 민족 사회 운동 등을 적극 지휘하였으며, 그 동시에 중일 전쟁 등이 심층적으로 번진 제2차 세계 대전이 8년 훗날에 전격 종전을 한, 1945년 8월 15일 이후 펑위샹(馮玉祥)과 동반하여 잠시 국민정부 시대 대륙 본토 중화민국 광둥 성 광저우에 거주하였고 같은 해 1945년 12월 3일에는 펑위샹(馮玉祥)이 중화민국 육군 대장 예편(전역)을 하였다.
1946년 3월 5일에 부군 펑위샹(馮玉祥) 예비역 중화민국 육군 대장이 중화민국 본토를 떠나 미국에 망명할 때 부군 펑위샹(馮玉祥) 장군과 마지막 작별(이른바 생이별)을 하였으며 펑위샹(馮玉祥)이 미국을 거쳐 소련에 건너가 거류하다가, 1948년 9월 1일, 부군 펑위샹(馮玉祥)이 배를 타고 국민정부 시대 중화민국 대륙 본토 귀국 중 소련 흑해에서 해상 화재라는 비극 등으로 인하여 사고사할 때까지 2년간을 부군 펑위샹(馮玉祥)과 생이별하였다.
1948년 9월 1일을 기하여 2년간을 생이별하던 부군 펑위샹(馮玉祥)을 해상 화재 사고로 잃는 비극(부군 사별)을 맞이하였고, 이듬해 1949년 10월 1일을 기하여 중국 본토에 중화인민공화국 정부가 수립되었을 때 이에 간접 도의 성향 참여를 하여 이후 1958년 12월 2일, 공산당에 입당을 한 이래 중국공산당 인민정치협상회의 부의장 직위까지 역임을 하였고, 가까운 훗날 1960년 2월 29일 이후부터는 천윈·둥비우·쑹칭링·화궈펑·장춘차오·덩샤오핑 등과 서로 함께 아울러 정치적으로 상당한 교류를 하였다. 중화인민공화국 본토에서 저술가로도 활약을 하였고, 1948년 작고한 부군 펑위샹(馮玉祥)의 1923년 첫 상배한 사별 초배(1번째 부인)인 류더전(劉德貞)의 소생의 첫째딸인 펑푸넝(馮弗能)과, 아울러 펑푸넝(馮弗能)의 부군 차이쩌민(柴澤民)의 두텁고도 극진한 간접성 보필을 받으며 중공 2세대 정치인 등으로 활약을 하였다.